# Portret damy. Karolina Lanckorońska
Portret damy. Karolina Lanckorońska – polski film dokumentalny opowiadający o Karolinie Lanckorońskiej, reżyserem i scenarzystą filmu jest Paweł Woldan.